# Ferradosa
Ferradosa est un village de la freguesia d’Alfândega da Fé dans le District de Bragance au Portugal. Le village comptait 242 habitants en 2001.

## Géographie
La forêt entoure ce village et la faune y est abondante. Le village le plus proche est Picões, qui a le même maire que Ferradosa.

## Histoire
Le village a été fondé par des bergers.

## Économie
- Vente de liège
- Vente d'huile d'olive
- Vente d'amandes
- Vente de fromages et de produits laitiers en tous genres

Ceci est rendu possible grâce au système d'échanges locaux.

## Lieux et monuments
- Lavoir
- Église
- Café Branco
- Fontaine